# Stary cmentarz żydowski w Piaskach
Stary cmentarz żydowski w Piaskach – nie wiadomo dokładnie kiedy został założony, być może miało to miejsce w XVIII wieku. Cmentarz znajduje się przy ul. 500-lecia. Został zniszczony podczas wojny. Zajmuje powierzchnię 0,38 ha. Po wojnie teren cmentarza przeznaczono na plac targowy. 